# Jin (État)
 (janvier 2015).
Si vous disposez d'ouvrages ou d'articles de référence ou si vous connaissez des sites web de qualité traitant du thème abordé ici, merci de compléter l'article en donnant les références utiles à sa vérifiabilité et en les liant à la section « Notes et références ».
Pour les articles homonymes, voir Jin.
XIe siècle av. J.-C. – 403 av. J.-C.
Entités précédentes :
- Dynastie Zhou

Entités suivantes :
- Han
- Zhao
- Wei

Le Jin (chinois simplifié : 晋国 ; chinois traditionnel : 晉國 ; pinyin : jìnguó, XIe siècle av. J.-C. – 453/403 av. J.-C.), situé dans l'actuel Shanxi, a constitué l’un des plus puissants États de Chine pendant la période des Printemps et des Automnes. Son cœur est alors situé dans la vallée de la rivière Fen, région agricole prospère traversée par des axes de communication importants. Il atteint son apogée sous l'égide du duc Wen, victorieux du Chu à la bataille de Chengpu (632 av. J.-C.), à la suite de laquelle il est nommé l'un des Cinq Hégémons (五霸, wǔ bà).
À la fin de cette période, le Jin est divisé par les Trois familles en trois États, le Han, le Wei et le Zhao. La division de Jin est parfois considérée comme l’événement initial de la période des Royaumes combattants, ces trois nouveaux États devenant des acteurs majeurs de cette période. Jin est resté l’appellation traditionnelle de la région du Shanxi.
À la fin du IIIe siècle ap. J.-C., au début de la dynastie homonyme Jin, sont découvertes les Annales de bambou, une chronique d'un des États successeurs, le Wei, relatant entre autres l’histoire du Jin depuis le début des Zhou orientaux (vers 771) jusqu’à son démembrement. Les autres sources majeures sur l'histoire de cet État sont le Commentaire de Zuo, relatant les événements de la période des Printemps et des Automnes, et les Mémoires historiques de Sima Qian, qui dans sa section sur les Maisons héréditaires (Shijia) comprend un chapitre sur l'histoire de Jin.

## Fondation sous les Zhou occidentaux

Localisation de Jin et des principales principautés de l'époque des Zhou occidentaux.

Selon les Mémoires historiques de Sima Qian, la naissance de Jin remonte au règne du roi Cheng des Zhou (1110-1078 av. J.-C.) qui attribua le fief de Tang (唐) au Shanxi à son frère cadet Shu Yu (叔虞, shū yú). Le fief de Tang est situé à un emplacement stratégique, contrôlant la route conduisant au cœur du royaume Zhou situé à l'ouest dans la vallée de la Wei. C’est le fils de ce Shu Yu, Xie, qui change le nom du fief en Jin. Branche de la famille royale Zhou, les souverains de Jin portent le même nom de famille qu’eux, Ji (姬, jī). Ils sont « marquis » ou « feudataire » (侯, hóu) jusqu’en 679 av. J.-C., puis à cette date « ducs » (公, gōng).
La relative prospérité de Jin durant la période des Zhou de l'Ouest (1046-771 av. J.-C.) est attestée par les découvertes archéologiques des sites de Tianma et de Qucun, explorés à partir des années 1980. Y ont été dégagées 19 tombes appartenant à au moins 9 marquis de Jin et leurs épouses, entourées de fosses sacrificielles comportant notamment des chars. On y a également mis au jour des vases et cloches en bronze portant des inscriptions, comme les cloches (钟, zhōng) de la tombe du marquis Su, commémorant une expédition qu'il a conduite aux côtés de l'armée royale Zhou contre un peuple appelé Suyi, sans doute localisé dans l'actuel Shandong.

## Essor politique
En 771 av. J.-C., le marquis Wen soutient le roi Ping, premier des Zhou orientaux, dans son départ pour la nouvelle capitale Luoyi et en est récompensé. S'ouvre alors la période des Printemps et des Automnes (771 — 453 av. J.-C.), qui voit le pouvoir des Zhou devenir de moins en moins influent, laissant la place aux ambitions des principautés les plus puissantes, dont Jin.
En 745 av. J.-C., le marquis Zhao attribue le fief de Quwo (曲沃, qūwò) à son oncle Chengshi. Cette branche prend de l’importance et devient une menace pour les marquis de Jin, qui font appel sans succès à la cour royale. Cheng, troisième héritier du fief de Quwo, parvient finalement en 678 à vaincre et à assassiner le marquis Min de Jin. Dans la foulée, il envoie ses hommages et le trésor du vaincu au roi des Zhou qui reconnaît son nouveau statut, et le nomme duc Wu de Jin.
Le duc Xian (676-651 av. J.-C.) doit faire face à ses vassaux issus de branches cousines du lignage ducal, qui avaient pris l'habitude de disposer d'une autonomie importante durant les décennies de conflits entre Jin et Quwo. Ils sont progressivement exilés ou éliminés, en particulier après la purge de 669 voyant les plus récalcitrants être mis à mort après une révolte. Xian juge tout de même bon de fonder une nouvelle capitale à Jiang. Une fois la paix rétablie dans son territoire, il put s'étendre sur ses voisins, vassaux comme lui du roi Zhou, mais étant donné que ce dernier était affaibli depuis plus d'un siècle il n'était plus en mesure de régler efficacement les conflits entre les princes rivaux. De plus, l'État de Qi, qui était jusqu'alors le plus puissant des vassaux des Zhou, était affaibli à la suite d'une guerre civile, suivie d'un conflit avec Song. N'ayant plus rien a craindre ni de ce rival potentiel, ni du roi, le duc Xian rallia à son compte Zhao, s'empara de Wei, de Geng, de Han, de Guo puis de Yu, soumettant ainsi un vaste territoire couvrant la vallée de la Fen et le coude du fleuve Jaune.

## Un des hégémons de la période des Printemps et des Automnes

États principaux à la fin de la période des Printemps et Automnes, avant la chute de Wu et l'éclatement de Jin. Le tracé des frontières est discuté et approximatif.

Les successeurs de Xian héritent donc d'un État puissant, rivalisant avec les autres grandes principautés qui s'étaient formées en profitant du déclin des Zhou et luttaient désormais pour exercer l'hégémonie sur la Chine. Mais la stabilité interne de leur duché n'est toujours pas assurée, car les troubles à la cour avaient repris dès les dernières années de Xian, et devaient se prolonger bien après lui, empêchant Jin de disposer de tous ses moyens pour faire face à ses rivaux. L'un d'eux, le duc Mu de Qin, qui avait placé une grande partie de la vallée de la Wei sous sa coupe, profita de la situation pour tenter d'influencer les affaires de son voisin, appuyant le duc Hui (650-636) pour l'aider à reprendre le pouvoir, mais aussitôt cela fait les deux entrèrent en guerre en 645. Hui fut vaincu et fait prisonnier. Il revint à la cour peu après mais ne put rétablir la situation de son État.
À la mort de Hui en 636, son fils Huai lui succède, mais il est vite renversé par son oncle Wen (晋文公), frère de Hui exilé depuis plusieurs années à la suite des troubles successoraux ayant suivi la mort de Xian, et appuyé par Mu de Qin, dont il était le gendre. Se présenta alors à lui une opportunité qui devait assurer son succès : le roi Xiang de Zhou (周襄王, sous la dynastie Zhou), chassé de ses terres par son propre frère, demande l'aide de Wen pour rétablir son pouvoir. Après quelques hésitations, ce dernier lui apporta son soutien, et défait le rebelle. Le roi gratifie alors le duc de Jin de plusieurs territoires pris sur le domaine du vaincu. Wen en profite pour renforcer l'appareil militaire de son pays. Il dispose alors de trois armées composées d'environ 200 chars et 15 000 fantassins chacune, ce qui lui permet de rivaliser avec les plus grandes principautés de l'époque, comme Qin, Qi et Chu. Le commandement de ces corps d'armée est assuré par les grands lignages vassaux de Jin, très influents et dont l'autorité sort renforcée par l'octroi de ces postes : Zhao, Wei, Han, Fan, Zhi, Yuan, Hou, etc.
Jin apparaît alors aux yeux de plusieurs principautés de la plaine Centrale comme le rival le plus à même de faire face à Chu, la grande puissance du Sud qui s'étend alors en direction du Nord. Le duc de Song fait appel à Wen, qui intervient d'abord avec prudence, se contentant de soumettre des vassaux de Chu, Cao et Wei, puis se retire face à l'avancée des troupes de Chu conduites par le général Ziyu. Ce dernier choisit d'engager le combat en dépit de l'avis de son souverain qui préfère éviter l'affrontement direct. C'est la bataille de Chengpu (632 av. J.-C.), victoire des troupes de Jin. Fort de cet éclatant succès, Wen rallie à son compte de nombreuses principautés de la plaine Centrale. Il convoque une conférence réunissant celles-ci, qui le proclament hégémon, position politique et militaire la plus importante à l'époque des Printemps et Automnes.
Après la mort de Wen en 628, son successeur Duc Xiang de Jin (en) (628 — 621 av. J.-C.) fait face à la reprise des hostilités avec Qin, qui l'occupent durant les années suivantes (comme la bataille de Xiao en 627 av. J.-C.), tandis que le Chu restait toujours prompt à le menacer malgré ses déboires passés. À la mort de Xiang, une faction d'aristocrates, profitant du jeune âge de son fils, tente d'introniser son oncle Yong à sa place, avec l'aide de Qin. Il parvient cependant à prendre le pouvoir, sous le nom de Ling (620—607 av. J.-C.), grâce à l'appui de Dun de Zhao, l'un des plus puissants de ses feudataires, qui défait ses adversaires sur le champ de bataille puis devient régent de la cour. Qin reste à ce moment-là une menace pressante mobilisant l'attention de Dun durant les années suivantes, et ce pour le plus grand profit de Chu et de Qi qui parviennent alors à détacher plusieurs vassaux de Jin, désagrégeant ainsi la ligue qu'il dirigeait. Les relations entre Dun et Ling se dégradent, et le premier fait assassiner le second en 607, pour le remplacer par son oncle Zheng avec lequel il ne s'entend pas. Il doit quitter la cour en 603 av. J.-C.
La position de Jin dans la Chine connaît alors de nouveaux revers, notamment après une lourde défaite face à Chu en 597, entraînant la soumission par ce dernier de l’État de Song, alors l'un des plus importants alliés de Jin. La position de Jin est néanmoins rétablie en 589 quand les troupes du nouveau duc, Jing, battent celles de Qi à la suite d'une intervention motivée par les troubles internes à la principauté de Lu. Jing a alors rétabli solidement l'hégémonie et reçoit à nouveau les hommages des États de la plaine centrale, au point que le duc de Qi lui propos de prend le titre de roi, qui en ferait l'égal des Zhou, mais il refuse. Jing est également à l'origine de la fondation d'une nouvelle capitale pour la principauté de Jin, la ville de Xintian (à Houma, dans l'actuel Shanxi). Afin d'affaiblir Chu, un rival encore menaçant, Jing fait appel à un ancien ministre de son adversaire réfugié à sa cour, Wuzhen, qu'il envoie au pays de Wu dans la région du Bas Yangzi, à la frontière orientale du Chu, afin qu'il apporte son expertise au souverain de ce pays. Wu et Jin concluent une alliance contre Chu, alors assailli par ses adversaires sur deux fronts. Jin parvient à soustraire les pays de Cai et de Chen à l'hégémonie de Chu, obligeant son rival à demander la paix. En 582, Jing conclut une alliance avec Qin mettant fin aux longues hostilités entre les deux. Fort de ses succès, il exerce l'hégémonie sur une grande partie des États chinois.
Malgré un nouveau traité entre les deux conclu en 580 dès l'intronisation du duc Li, la paix entre Jin et Qin est rompue dès 578 par le second, qui subit une défaite. C'est ensuite Chu qui reprend les hostilités contre Jin en 577 av. J.-C., parvenant à rallier à son camp le duc de Zheng, jusqu'alors vassal de Jin. Les troupes de ce dernier infligent à celles de Chu une nouvelle défaite lors de la Bataille de Yanling à Yanling en 575 av. J.-C.

## Le triomphe des grands lignages aristocratiques et la partition de Jin

Plan général du site de Houma, l'antique Xintian, dernière capitale de Jin, aujourd'hui au Shanxi, avec les principales unités murées ; les sites artisanaux (dont les fonderies) sont situés au sud-est de l'agglomération principale, la zone sacrificielle ayant livré les textes de serments est située plus à l'est, hors plan.

En dépit de ces succès extérieurs, la stabilité interne de Jin est de plus en plus secouée par les grandes familles de l'aristocratie de la principauté. Le duc Li réagit d'abord vigoureusement, éliminant les trois chefs d'un de ces lignages turbulents, les Xi, mais il est renversé en 573 par l'alliance de plusieurs aristocrates, en premier lieu Luan Shu et Zhonghan Yan, qui intronisent à sa place un membre d'une branche du lignage ducal qui avait été exilé à la cour des Zhou, le duc Dao, et éliminent Li peu après. Le règne de Dao est marqué par une nouvelle victoire contre Qin, en 560, préservant la puissance militaire de Jin. Au début du règne de son fils et successeur Ping, en 557, Jin remporte une bataille contre Chu à Zhanban. Chu est alors considérablement affaibli, et entraîné dans des conflits contre un autre État méridional, Wu, et ne constitue plus une menace pour Jin. En revanche, Qi rejette à cette époque l'hégémonie de Jin, dont les troupes doivent mener campagne contre lui dès 555, assiégeant sa capitale Linzi. Les lignages aristocratiques continuent de provoquer des remous : les Luan se rebellent en 550 avec l'appui de Jin, et sont difficilement vaincus puis exterminés.
En 546 un accord de paix conclu à l’initiative de l’État de Song sanctionne la suprématie de Chu et Jin. Les États de la Grande plaine, Song, Lu, Zheng, Wei, Cao, Xu, Chen, Cai acceptent de verser un tribut à Chu et à Jin tandis que Qi et Qin leur font allégeance.
Néanmoins, si le duc Ping parvient à préserver son autorité, après sa mort, durant le dernier quart du VIe siècle av. J.-C., s'affirment six lignages dominants, qui vont progressivement prendre le contrôle de Jin dont les ducs voient leur prestige s’émietter. Il s'agit des Fan (范氏), des Zhonghan (中行氏), des Zhi (智氏), des Han (韓氏), des Zhao (趙氏) et des Wei (魏氏). En 497, un conflit éclate entre les Fan et les Zhonghan d'un côté, et les Zhao, les Zhi, les Wei et les Han de l'autre. Le second camp remporte la victoire, avant de se débarrasser définitivement de ses adversaires, soutenus par Qi, en 490. L'hégémonie de Jin est alors contestée par d'autres grandes puissances, notamment le roi Fuchai de Wu, qui se revendique hégémon, même si les récits ne s'accordent pas pour savoir s'il a triomphé.
Les quatre grands lignages aristocratiques, qui s'étaient partagé les territoires des deux vaincus, dominent alors la vie politique de Jin. Le chef du lignage Zhi, Yao, semble prendre le dessus. Il réussit notamment une campagne militaire contre l’État de Zhongshan, qui lui permet d'annexer une partie de son territoire. Fort de ce succès, il demande en 455 aux autres lignages de lui céder une partie de leurs domaines. Zhao est le seul à refuser, et voit alors les Zhi, les Wei et les Han l'attaquer. Le chef du lignage Zhao, Xiangzhi, parvient néanmoins à résister et à retourner contre Zhi Yao les chefs des deux autres lignages. Ils remportent le conflit et éliminent les Zhi en 453. Les vainqueurs se partagent l’État de Jin, dont le duc Chu a perdu toute autorité, et s'enfuit à Chu. Les trois chefs de lignages intronisent à sa place le duc Jing, choisi parmi les membres du lignage ducal. Les Jin ne contrôlent alors qu'un petit domaine, leur territoire étant de fait divisé en trois États dominés par les Zhao au nord, les Wei au centre et les Han au sud, auxquels ils doivent de surcroît payer un tribut.
Finalement, la partition de Jin est entérinée en 403 av. J.-C. quand le roi de Zhou octroie aux chefs des trois lignages, Han Qian (韓虔), Zhao Ji (趙籍) et Wei Si (魏斯), le titre de marquis qui consacre leur statut d’États « vassaux » des Zhou et la fin de Jin. Des ducs de Jin sont attestés jusqu'en 369, année pour laquelle les Annales de Bambou mentionnent le déplacement du duc Huan de Jin par les marquis de Han et de Zhao, après quoi il n'est plus fait mention de la maison de Jin, qui semble avoir disparu.

## Capitales
La capitale de Jin, d’abord Yi (翼) dans l’actuel comté de Yicheng (翼城县 / 翼城縣) ou Jin (晉), à Linfen (臨汾), en déplacée en 746 av. J.-C. à Quwo (曲沃) dans l’actuel comté de Wenxi (闻喜县 / 聞喜縣). Un siècle plus tard, le duc Xian se fixe à Jiang (絳) à l’est de Yi. La dernière capitale est Xintian (新田) à Houma (侯馬) à partir du règne du duc Jing (599-581 av. J.-C.).

## Souverains de Jin

### Branche d'origine
1. Shu Yu de Tang
2. Marquis Xie de Jin
3. Marquis Wu de Jin
4. Marquis Cheng de Jin
5. Marquis Li de Jin
6. Marquis Jing de Jin
7. Marquis Xi de Jin
8. Marquis Xian de Jin
9. Marquis Mu de Jin
10. Shang Shu (en)
11. Marquis Wen de Jin (en)
12. Marquis Zhao de Jin
13. Marquis Xiao de Jin
14. Marquis E de Jin (en)
15. Marquis Ai de Jin (en)
16. Marquis Xiaozi de Jin (en)
17. Marquis Min de Jin (en)

### Branche Quwo
1. Duc Wu de Jin (en)
2. Duc Xian de Jin (en)
3. Xiqi (en)
4. Zhuozi (en)
5. Duc Hui de Jin (en)
6. Duc Huai de Jin (en)
7. Duc Wen de Jin
8. Duc Xiang de Jin (en)
9. Duc Ling de Jin (en)
10. Duc Cheng de Jin (en)
11. Duc Jing de Jin (Ju) (en)
12. Duc Li de Jin (en)
13. Duc Dao de Jin (en)
14. Duc Ping de Jin (en)
15. Duc Zhao de Jin (en)
16. Duc Qing de Jin (en)
17. Duc Ding de Jin (en)
18. Duc Chu de Jin (en)
19. Duc Jing de Jin (Jiao) (en)
20. Duc You de Jin (en)
21. Duc Lie de Jin (en)
22. Duc Huan de Jin (en)

### Sources primaires
- Se-ma Ts'ien (Sima Qian), Les mémoires historiques de Se-Ma Ts'ien, Traduits et annotés par Édouard Chavannes et Jacques Pimpaneau, Paris, You Feng, 2015 (Tome IV : Tsin)

### Études modernes
- Henri Maspero, La Chine antique, Paris, PUF, coll. « Dito », 1985 (1re éd. 1927)
- (en) Michael Loewe et Edward L. Shaughnessy (dir.), The Cambridge History of Ancient China, From the Origins of Civilization to 221 BC, Cambridge, Cambridge University Press, 1999
- (en) Li Xueqin (trad. K. C. Chang), Eastern Zhou & Qin Civilization, New Haven et Londres, Yale University Press, coll. « Early Chinese Civilizations Series », 1985
- (en) Lothar von Falkenhausen, « The Waning of the Bronze Age: Material Culture and Social Developments, 770-481 B.C. », dans Michael Loewe et Edward L. Shaughnessy (dir.), The Cambridge History of Ancient China, From the Origins of Civilization to 221 BC, Cambridge, Cambridge University Press, 1999, p. 450-544